# Kyle Killen
Kyle Killen (Chicago, ...) è uno sceneggiatore e produttore televisivo statunitense.

## Biografia
Nato a Chicago, ma si trasferisce con la famiglia a Burleson, quando aveva tre anni. Ha frequentato la University of Southern California, dove ha studiato cinema e televisione, ottenendo un BA in produzione cinematografica. Dopo gli studi ritorna in Texas, a Austin, dove vive attualmente con la moglie e i tre figli.
Inizia la sua carriera scrivendo brevi racconti, molti dei quali sono stati pubblicati su varie riviste letterarie. I suoi scritti sono apparsi anche su Salon.com. 
Tra i suoi racconti c'è The Beaver, incentrato sulla figura di un depresso amministratore delegato di una società di giocattoli, che inizia a comunicare con la sua famiglia attraverso un pupazzo a forma di castoro. La storia era inizialmente stata sviluppata per diventare un cortometraggio, ma vista la quantità di materiale scritto, Killen pensò di scrivere un romanzo. Infine optò per una sceneggiatura cinematografica. La sceneggiatura di Killen circolò a Hollywood per diversi anni, venendo inclusa nella Black List del 2008, una classifica delle 10 migliori sceneggiature non prodotte. Solo nel 2010 venne realizzato il film Mr. Beaver, diretto da Jodie Foster ed interpretato dalla stessa Foster al fianco di Mel Gibson, nei panni del protagonista.
Nel 2010 crea la serie televisiva Lone Star, prodotta dalla 20th Century Fox Television per il network Fox. Ma la serie, in termini di ascolti, non riscontra il successo sperato, e il network decide di cancellarla dopo solo due episodi trasmessi.
Nel 2011 sviluppa per la NBC la serie TV Awake, incentrata su un detective della polizia che dopo un incidente stradale inizia a vivere due realtà parallele. La serie, con protagonista Jason Isaacs, debutta sui palisentisti della NBC a marzo 2012.